# 神奈川県立平塚江南高等学校
神奈川県立平塚江南高等学校（かながわけんりつ ひらつかこうなんこうとうがっこう）は、神奈川県平塚市諏訪町に所在する県立高等学校。

## 概観
- 1921年（大正10年）に設立された神奈川県立平塚高等女学校を起源とする。
- 教育目標「自主と自律」「心身の健康」

## 沿革
- 1920年（大正9年） 12月 - 設立が認可される。
- 1921年（大正10年） 4月 - 神奈川県立平塚高等女学校として開校[1]。
- 1948年（昭和23年） - 学制改革により神奈川県立平塚女子高等学校となる。
- 1950年（昭和25年） - 男女共学の神奈川県立平塚江南高等学校となる[1]。学区制導入、平塚、大磯、高浜の各校と共に平塚大磯学区に属す。
- 1963年（昭和38年） - 平塚大磯地区は秦野伊勢原地区（秦野、大秦野、伊勢原）と統合され、平塚秦野学区となる。
- 1969年（昭和44年） - 県下では神奈川県立川崎高等学校とともに高校紛争が激化した。
- 1981年（昭和56年） - 新学区制実施、平塚秦野地区が平塚学区と秦野伊勢原学区に分割される。
- 2005年（平成17年） - 学区撤廃。国語・数学・英語において独自入試問題が導入される。
- 2007年（平成19年）
  - 県教育委員会から「学力向上進学重点校」10校のうちの1校に指定される[2]。
  - 夏より、同窓会とPTAの支援により各教室に冷房が設置される。
- 2008年（平成20年） - 数学の情報紛失事件が新聞に掲載される。
- 2009年（平成21年） - 夏のポロシャツ着用許可
- 2010年（平成22年） - 女子の制服改定
- 2013年（平成25年） - 学力向上進学重点校に継続して指定される[3]
- 2018年（平成30年） - 学力向上進学重点校エントリー校に指定。
- 2020年（令和2年） - 文部科学省より、5年間の「スーパーサイエンスハイスクール（SSH）」事業（基礎枠開発型）の指定を受ける[4]。また疫情より生徒のみ参加の体育祭と文化祭と球技大会を合体させた江南フェスティバルが開催された。合唱コンクールは開催されなかった。
- 2021年（令和3年）-体育祭は生徒のみ参加で開催。疫情不安下ならではの独特な競技を行った。文化祭が来年3月に延期。合唱コンクールは開催されなかった。
- 2022年（令和4年）-75回生の修学旅行が「中止」

## アクセス
出典 : 
鉄道
- JR東海道本線 平塚駅より徒歩25分

バス
| 乗車駅              | 系統                                                                              | 下車停留所                        | 運行事業者 |
| ------------------- | --------------------------------------------------------------------------------- | --------------------------------- | ---------- |
| JR東海道本線 平塚駅 | 平88・平89・平90・平91・平92・平93・平94・平96・平99                              | 「共済病院前総合公園西」、徒歩2分 | ■神奈中    |
| JR東海道本線 平塚駅 | - 平20・平79 - 平30・平31・平32・平34 - 平71・平72・平74・平75・平78・平79 - 平76 | 「江南高校前」、徒歩2分           | ■神奈中    |

## 委員会
学級・放送・風紀・環境整備・体育・文化・新聞

## 部活動
文化部
- クイズ研究
- 美術
- 合唱
- 文芸
- 競技かるた
- 生物
- 化学
- 物理
- コンピューター
- 英語
- 華道
- 茶道
- 書道
- 写真
- 吹奏楽
- 軽音楽
- 漫画研究
- 囲碁将棋
- 調理
- 弦楽

運動部
- 陸上競技
- バスケットボール
- ハンドボール
- 卓球
- 水泳
- ソフトボール
- バレーボール
- ソフトテニス
- 野球
- 山岳
- 柔道
- サッカー
- 剣道
- バドミントン
- テニス

文化部・運動部ともに活躍している。文化部では競技カルタ・個人の部で東日本優勝、放送委員会が個人で全国大会に出場している。

## 行事
体育祭・江麗祭（文化祭）・球技大会・合唱コンクールなど

## 著名な関係者

### 出身者
- 遠藤信博 - NEC元社長、日本経団連副会長、経済同友会副代表幹事
- 太田嘉雄 - 浜銀総合研究所元社長、産業貿易センター元社長、横浜商工会議所元副会頭
- 水島藤一郎[7] - 日本年金機構理事長、年金・健康保険福祉施設整理機構理事長
- 久保伸太郎[8] - 日本テレビ放送網相談役（前社長）
- 米田純[9][10] - 東北楽天ゴールデンイーグルス取締役初代球団代表（2004年 - 2012年）、実業家
- 山下徹[8] - NTTデータ元社長、内閣府公益認定等委員会委員長
- 河西利信[11] - ジョーンズ ラング ラサール社長、ゴールドマン・サックス証券元パートナー
- 小泉光臣[12] - 日本たばこ産業社長
- 野澤宏 - 富士ソフト創業者・元会長兼社長
- 長塚幾子 - 元神奈川県伊勢原市長
- 落合克宏 - 神奈川県平塚市長
- 鈴木敦夫 - 防衛事務次官、前防衛装備庁長官
- 鈴木恒夫 - 神奈川県藤沢市長
- 木谷明[13] - 裁判官、元法政大学法科大学院教授
- 青木生子[14] - 元日本女子大学学長、旧制高女卒
- 飯塚正人 - イスラーム研究者、東京外国語大学アジア・アフリカ言語文化研究所教授
- 石原全[15] - 法学者、一橋大学名誉教授
- 福田逸[16] - 演出家、明治大学教授
- 小川園子[17] -  心理学者、筑波大学教授
- 江守正多[17] - 気象学者、国立環境研究所室長
- 舩橋晴俊[18] - 社会学者、法政大学教授
- 今井照[18] - 行政学者、福島大学教授
- 中島真志 - 経済学者、麗澤大学教授、元日本銀行企画役
- 永田稔 - 経営コンサルタント、立命館大学教授、ヒトラボジェイピー代表取締役
- 森郁恵[19] - 生物学者、名古屋大学教授
- 野地俊二[9] - NHKアナウンサー
- 川野良子[14] - ニッポン放送・フジテレビアナウンサー
- 今井伊佐男 - 元日本テレビアナウンサー
- 宮田貴行[13] - NHKアナウンサー
- 吉田智子[13] - 元毎日放送アナウンサー
- 秋山浩之[18] - TBSテレビプロデューサー
- 今宮純[9] - F1解説者
- 佐藤竜雄[9] - アニメーション監督・演出家
- 岩崎由紀子[16] - ソプラノ歌手、元国立音楽大学教授
- 石井睦美[14] - 童話作家
- 白川道[20] - ハードボイルド作家
- 小林禮子[13] - 囲碁棋士
- 内藤由起子[21] - 囲碁ライター
- 古屋美登里[13] - 翻訳家
- 安田美香[22] - フリーアナウンサー、タレント
- 松本浩代[14] - プロレスラー
- 鍵和田秞子 - 俳人
- 松澤健 - エンジニア、音楽家[要出典]
- 今井むつみ[23] - 認知科学者、慶應義塾大学環境情報学部教授
- 長屋聡 - 総務官僚、総務審議官[24]
- 渡部卓　- 実業家、元帝京平成大学教授、産業カウンセラー
- 橘川俊忠 - 歴史学者、神奈川大学名誉教授[要出典]
- 浦尾岳大 - 声優[要出典]

### 教職員
- 鳴山草平 - 小説家　※神奈川県立平塚高等女学校教師を務めた
- 山口博 - 日本近代文学研究者 ※校長、鎌倉女子大学教授